# Jonas Wieszt
Jonas Wieszt (* 3. August 1992 in Schwäbisch Hall) ist ein ehemaliger deutscher Fußballspieler. Er spielte auf der Position des Torhüters.

## Karriere
Wieszt spielte in der Jugend zunächst für den FC Ottendorf, den TSV Gaildorf und den TSV Crailsheim, von dem er 2007 zur Jugend des VfB Stuttgart wechselte. In der B-Jugendsaison 2008/09 wurde Wieszt mit den Stuttgartern deutscher U-17-Meister. Nachdem sein Konkurrent Bernd Leno im Frühjahr 2010 frühzeitig in die zweite Mannschaft befördert wurde, etablierte sich Wieszt in der U-19 als Stammtorhüter. Im Juli 2011 wurde er in den Kader des VfB Stuttgart II aufgenommen.
Sein Profidebüt gab Wieszt am 22. Oktober 2011 am 14. Spieltag der Saison 2011/12 für die zweite Mannschaft des VfB Stuttgart in der 3. Profi-Liga gegen den SV Babelsberg 03. Von November bis Dezember 2011 absolvierte er zwei weitere Profieinsätze für den VfB II in der 3. Liga. Nachdem Wieszt in der Saison 2012/13 ohne Einsatz geblieben war, wurde sein auslaufender Vertrag beim VfB Stuttgart nicht verlängert.
2014 schloss er sich seinem Heimatverein Sportfreunde Schwäbisch Hall an, seit 2017 hütet er beim Lokalrivalen TSV Ilshofen in der Verbandsliga das Tor. 2018 stieg er mit dem TSV in die Oberliga auf. Anfang 2022 beendete er seine Laufbahn.